# X-10 (ミサイル)
ノースアメリカン X-10
- 用途：巡航ミサイル試験機
- 製造者：ノースアメリカン社
- 運用者：アメリカ空軍
- 初飛行：1953年10月14日
- 生産数：13機
- 運用開始：1953年
- 退役：1959年
- 運用状況：退役

X-10は、アメリカ合衆国のノースアメリカン社が開発した巡航ミサイルの無人試験機。初飛行は1953年10月14日。

## 概要
長距離地対地巡航ミサイルであるSM-64 ナバホミサイルの試験用として開発された。SM-64ナバホミサイルは超音速巡航ミサイルであり、その空力試験用に製造された。機体は大陸間巡航ミサイル試験機・RTV-A-5の名称で1946年から開発が開始されていた。当初はロケット推進案が考えられていた。1950年までに試験機にJ-40ターボジェットエンジン2基を用いることが決定し、開発が開始された。X-10の名称は1952年に与えられている。
X-10は機体後部にデルタ翼の主翼を持ち、機首近くにカナードを有する。双垂直尾翼であり、垂直安定板は外側に25度傾いている。機体側面に固定式のインテイクを有し、胴体末尾にノズルがあった。3点式の降着装置を持ち、遠隔操縦または自動操縦により離着陸できる。最大速度はマッハ2であった。XSM-64ナバホミサイルは、X-10と同等の形状（ただし、開発最終形のXSM-64Aでは形状がやや異なる）をしておりラムジェット推進する。それにロケットブースターを追加し、核弾頭を搭載するものとなる。
初飛行は1953年10月14日にエドワーズ空軍基地で行われている。1953年から1955年まではエドワーズ空軍基地で5機の機体により15回の試験飛行が行われた。その後は6機の機体が追加され、ケープカナベラルで試験された。しかしながら、アトラス大陸間弾道ミサイルの実用化目処がついたことから、1957年2月4日に最終の試験飛行を行い、1957年7月13日にXSM-64も含めて開発が中止された。
X-10は事故や衝撃試験で失われたものを除く3機が1958年から1959年1月26日にかけてボマーク地対空ミサイルの実標的として用いられた。ミサイルにより撃墜されなかったものの、2機が着陸事故で残り1機も機械故障で墜落している。
全部で13機が製造されており、うち10機が飛行試験を行った。総飛行回数は27回。2008年現在は1機が国立アメリカ空軍博物館に保存されている。

## 要目
- 全長：20.15m
- 全高：4.5m
- 全幅：8.59m
- 自重：11.7t
- 全備重量：15.87t
- エンジン：ウエスチングハウス J-40ターボジェットエンジン（推力44.5kN）2基
- 最大速度：マッハ2.05
- 航続距離：1,316km